# Une blonde émoustillante
Pour plus de détails, voir Fiche technique et Distribution.
Une blonde émoustillante (Postřižiny) est un film tchécoslovaque réalisé par Jiří Menzel, sorti en 1981. C'est l'adaptation du roman La chevelure sacrifiée de Bohumil Hrabal, publié en 1974.

## Synopsis
Ce film est l'évocation des souvenirs d'enfance de Bohumil Hrabal dans la ville de Nymburk où la brasserie tient une place importante.
Les principaux acteurs du film, oncle Pepin et Maryška, sont en fait de réels membres de la famille de Hrabal : Maryška passe pour être sa mère et oncle Pepin son véritable oncle. Prévu pour rester seulement deux semaines en ville, il y demeure quarante années.

## Fiche technique
- Titre : Une blonde émoustillante
- Titre original : Postřižiny
- Réalisation : Jiří Menzel
- Scénario : Jiří Menzel d'après La chevelure sacrifiée de Bohumil Hrabal
- Pays d'origine : Tchécoslovaquie
- Format : Couleurs - 35 mm - Mono
- Genre : Comédie
- Durée : 93 minutes
- Date de sortie : 1981

## Distribution
- Magda Vášáryová : Maryska
- Jirí Schmitzer : Francin
- Jaromír Hanzlík : Pepin
- Rudolf Hrusínský : docteur Gruntorád
- Petr Čepek : Pán de Giogi
- Oldrich Vlach : Ruzicka
- Frantisek Rehák : Vejvoda
- Miloslav Stibich : Bernádek
- Alois Liskutín : Sefl
- Pavel Vondruska : le notaire Lustig
- Rudolf Hrusínský : Celedín
- Miroslav Donutil : Podornek
- Oldrich Vízner : Doda Cervinka